# Centrum Dziedzictwa Przyrody Górnego Śląska
Centrum Dziedzictwa Przyrody Górnego Śląska (skrót: CDPGŚ) – instytucja wojewódzka, a od 1999 samorządowa jednostka organizacyjna województwa śląskiego z siedzibą w Katowicach, zajmująca się badaniem, dokumentowaniem, ochroną i prognozowaniem stanu przyrody Górnego Śląska, istniejąca w latach 1992–2022.

## Historia
Centrum Dziedzictwa Przyrody Górnego Śląska zostało powołane na mocy zarządzenia nr 204/92 z dnia 15 grudnia 1992 Wojewody Katowickiego Wojciecha Czecha w celu badania, dokumentowania i ochrony oraz prognozowania stanu przyrody Górnego Śląska. Wojewoda Czech i drugi dyrektor Centrum Jerzy Parusel byli faktycznymi organizatorami instytucji. Od 1 stycznia 1999 Centrum zostało wojewódzką samorządową jednostką organizacyjną, przekazaną województwu śląskiemu Rozporządzeniem Prezesa Rady Ministrów z dnia 25 listopada 1998 r., jedyną tego typu w Polsce.
Sejmik Województwa Śląskiego dnia 20 września 2021 podjął uchwałę nr VI/36/7/2021 o likwidacji Centrum, które zakończyło swoje prawie 30-letnie funkcjonowanie z dniem 31 marca 2022. Zadania jednostki przekazano do realizacji Urzędowi Marszałkowskiemu Województwa Śląskiego. Tym samym likwidacji uległa ostatnia wśród powołanych przez Wojciecha Czecha instytucji wojewódzkich i stowarzyszeń zajmujących się zagadnieniami Górnego Śląska.

## Działalność
Centrum rozpoczęło działalność statutową dopiero w grudniu 1994, po powołaniu nowego dyrektora Jerzego Parusela. Pracownicy Centrum realizowali 37 tematów badawczych, w tym 13 wieloletnich, głównie: inwentaryzacje przyrodnicze, monitoring gatunków rzadkich oraz chronionych, stan zachowania środowisk, szeroko zakrojone obserwacje, dotyczące zarówno poszczególnych taksonów flory i fauny, jak i całych zespołów, obejmujących zarówno przyrodę ożywioną jak i nieożywioną. Wyniki swoich badań pracownicy Centrum opublikowali w ponad 200 artykułach i komunikatach naukowych, zamieszczonych w czasopismach krajowych i zagranicznych oraz w ponad 300 artykułach i komunikatach popularnonaukowych.
Pracownicy Centrum uczestniczyli łącznie w ponad 280 konferencjach naukowych, z czego 33 miały charakter międzynarodowy. Ponadto aktywnie udzielali się w spotkaniach informacyjnych, debatach dotyczących środowiska czy wydarzeniach związanych z edukacją przyrodniczą i popularyzacją wiedzy o przyrodzie.
Centrum współpracowało z wieloma instytucjami i organizacjami, zajmującymi się przyrodą Górnego Śląska, w tym m.in. Wydziałem Biologii i Ochrony Środowiska i Wydziałem Nauk o Ziemi (od 2019 r. Wydziałem Nauk Przyrodniczych) Uniwersytetu Śląskiego w Katowicach, Regionalną Radą Ochrony Przyrody, Regionalną Radą ds. Ocen Oddziaływania na Środowisko, Komitetem Ochrony Przyrody PAN, Krajowym Komitetem Sterującym Konwencji Karpackiej. Brało także udział w tworzeniu Europejskiej Sieci Ekologicznej Natura 2000.

### Wydawnictwa[6]
- „Przyroda Górnego Śląska” (kwartalnik popularnonaukowy, ISSN 1425-4700; nr 1–102, 1995–2020)[7]
- „Natura Silesiae Superioris” (rocznik naukowy, ISSN 1505-4802; nr 1–13, 1997–2012; supl. 2001)
- „Materiały Opracowania” (seria monografii naukowych; t. 1–11, 1998–2010)
- „Raporty Opinie” (seria analiz dokumentacyjnych; t. 1–6, 1996–2013)
- „Śląska Biblioteczka Przyrodnicza” (seria popularnonaukowa; t. 1, 1996)
- monografie naukowe (poza seriami)
- Mirosław Syniawa, Biograficzny słownik przyrodników śląskich (cz. 1 [próbna], 2003; t. 1–2, 2006–2019)
- monografie popularnonaukowe (m.in. o żubrach pszczyńskich, chomiku europejskim)
- wydawnictwa edukacyjne o tematyce przyrodniczej (drukowane i multimedialne)

## Dyrektorzy
1. dr Henryk Kasza (1992–1994)[8]
2. dr inż. Jerzy Parusel (26 listopada 1994[5] – 30 września 2020[7][9])
3. Michał Romańczyk (Dyrektor: 1 kwietnia – 31 grudnia 2021[10][11]; p.o. Dyrektora: 1 października 2020 – 31 marca 2021[12], 19 stycznia – 31 marca 2022[13]; likwidator: 1 stycznia 2022 – 31 marca 2022[1])